# Kościół św. Maurycego we Wrocławiu
Kościół św. Maurycego przy ul. gen. Romualda Traugutta 36 we Wrocławiu – pierwotnie gotycki jednonawowy kościół z piętnastowieczną kaplicą chrzcielną i przebudowaną w XVIII wieku na styl barokowy wieżą według projektu arch. J. Peintnera.

## Historia
Pierwszy, prawdopodobnie drewniany kościół św. Maurycego powstał w XII wieku przy walońskiej dzielnicy rzemieślniczej, zamieszkiwanej przez tkaczy przybyłych do podwrocławskiej wsi położonej w okolicy dzisiejszego Rakowca. Osada walońska wzmiankowana jest w roku 1234. Murowany kościół poświęcono w tym miejscu w 1268. Przez następne stulecia kościół był ośrodkiem kultu religijnego także dla zamieszkałych w pobliskich wsiach Polaków.

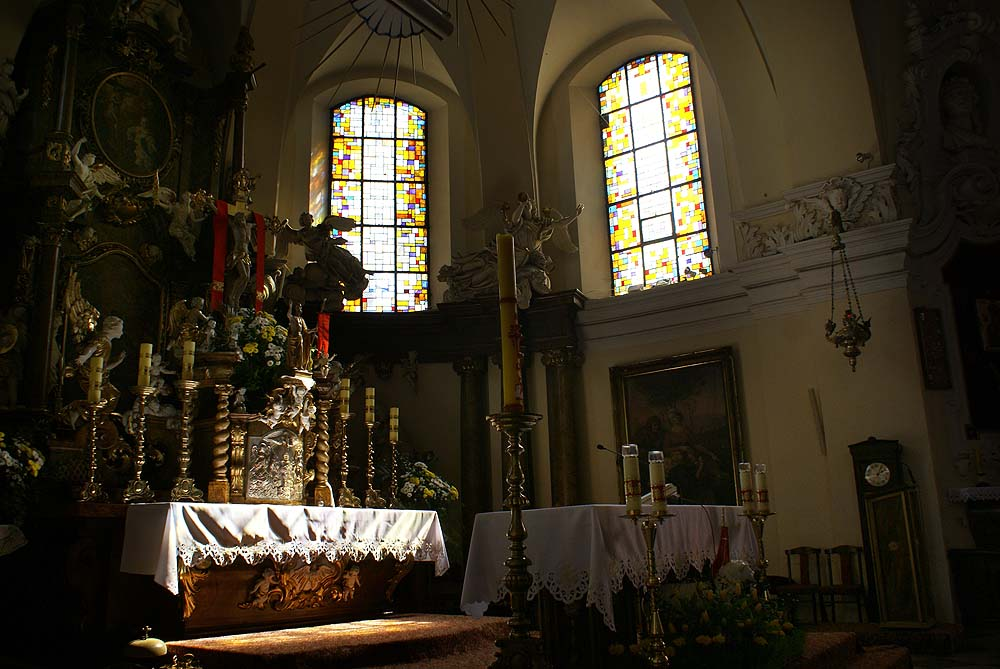
Barokowy ołtarz główny z 1730 r.

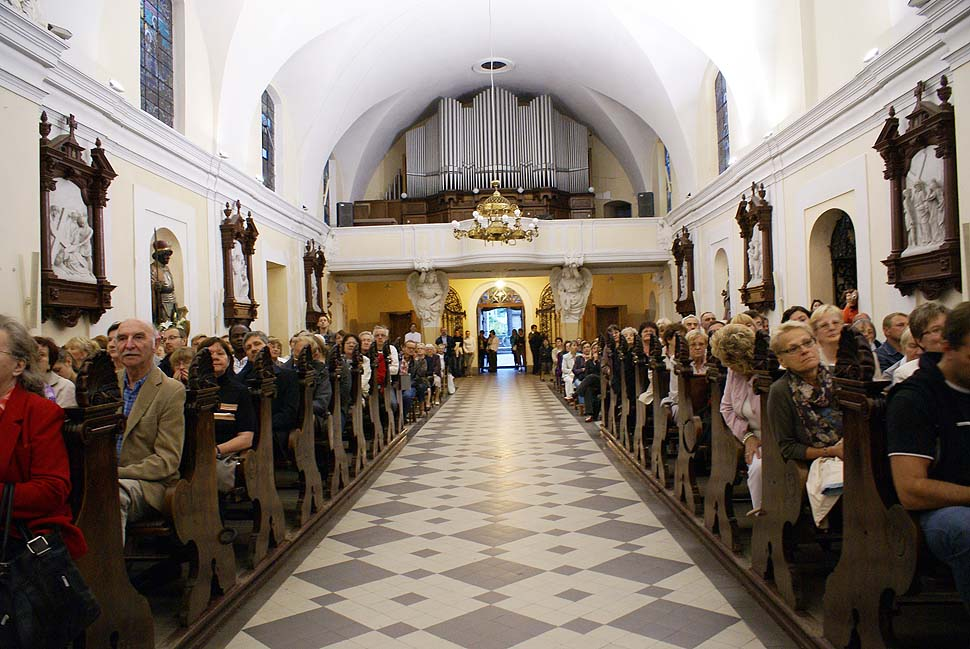
Wnętrze kościoła św. Maurycego; w oddali organy i żyrandol

Kościół, a zwłaszcza jego barokowa wieża z 1723, został uszkodzony podczas oblężenia Wrocławia w 1757.
Po naprawieniu tych uszkodzeń na kolejną poważną przebudowę kościoła zdecydowano się pod koniec XIX wieku. Między rokiem 1897 a 1899 kościół znacznie powiększono – w miejscu wyburzonego wielobocznie zamkniętego prezbiterium dobudowano transept, dodano nową zakrystię, a od wschodu powstało nowe prezbiterium zbliżone w formie do dawnego.
W tym stanie kościół dotrwał do II wojny światowej, w czasie której podczas oblężenia Festung Breslau przez Armię Czerwoną doznał bardzo poważnych uszkodzeń, sięgających 60%. Spłonęły organy, wieżowy zegar i część wyposażenia kościoła (szczęśliwie ocalały cenny drewniany ołtarz główny z 1730, ołtarze boczne, ambona i chrzcielnica), stopił się zabytkowy dzwon z 1618, jedyny pozostały po rekwizycji przez wojsko niemieckie, w gruzach legła plebania.
W 1945 proboszczem parafii św. Maurycego był ksiądz Paul Peikert, który skrupulatnie zapisywał wydarzenia tego okresu; ukazały się one później drukiem pt. Kronika dni oblężenia Wrocławia 22.I – 6.V.1945.
Odbudowę kościoła rozpoczęto od położenia na nim nowego dachu już w 1947, w 1948 naprawiono sklepienie i wnętrze, w 1956 odbudowano plebanię, w 1960 – wieżę i jej hełm. Dach wymieniono ponownie w 1967. Zainstalowano też trzy nowe zegary wieżowe. W czasie remontu kościoła zamurowano w jednej z jego ścian kości palca szkieletu, który wrocławski profesor Bogdan Zakrzewski, znawca i miłośnik Aleksandra Fredry przywiózł w latach siedemdziesiątych z jego grobowca w rodzinnej krypcie kościoła w Rudkach koło Lwowa na Ukrainie.
Na skwerze pomiędzy plebanią a zachodnią bramą wejściową na cmentarz przykościelny stoi barokowa statua Matki Boskiej z Dzieciątkiem z 1727 r., a w południowo-zachodnim narożniku muru cmentarza ustawiona jest rzeźba Jana Nepomucena z 1729 r.

## Galeria

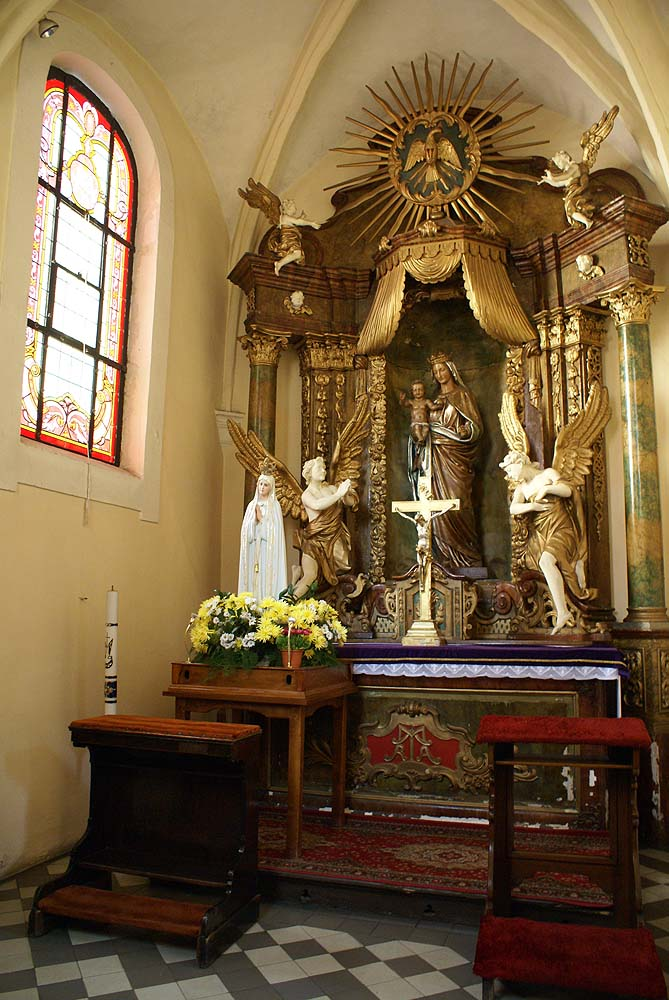
Jeden z barokowych ołtarzy bocznych
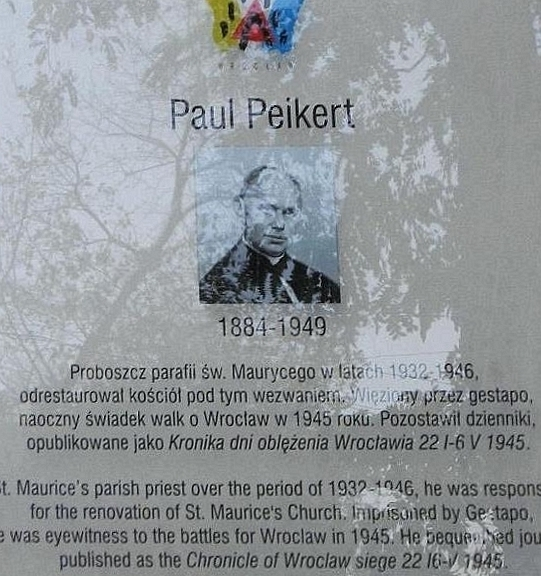
Tablica poświęcona ks. Paulowi Peikertowi
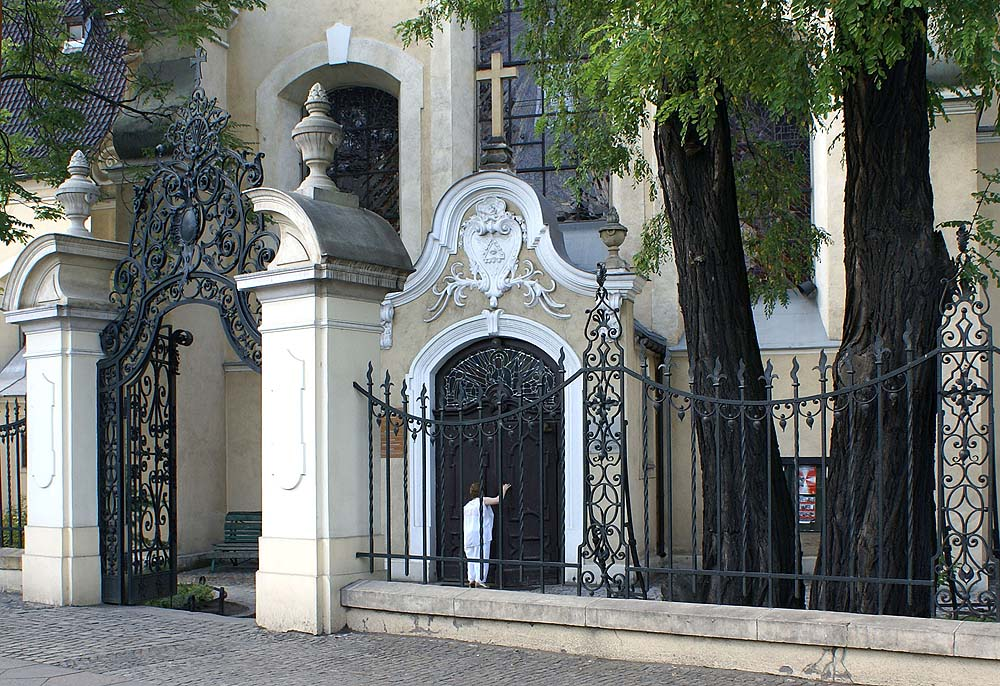
Wejście od ul. gen. Romualda Traugutta, kuty płot
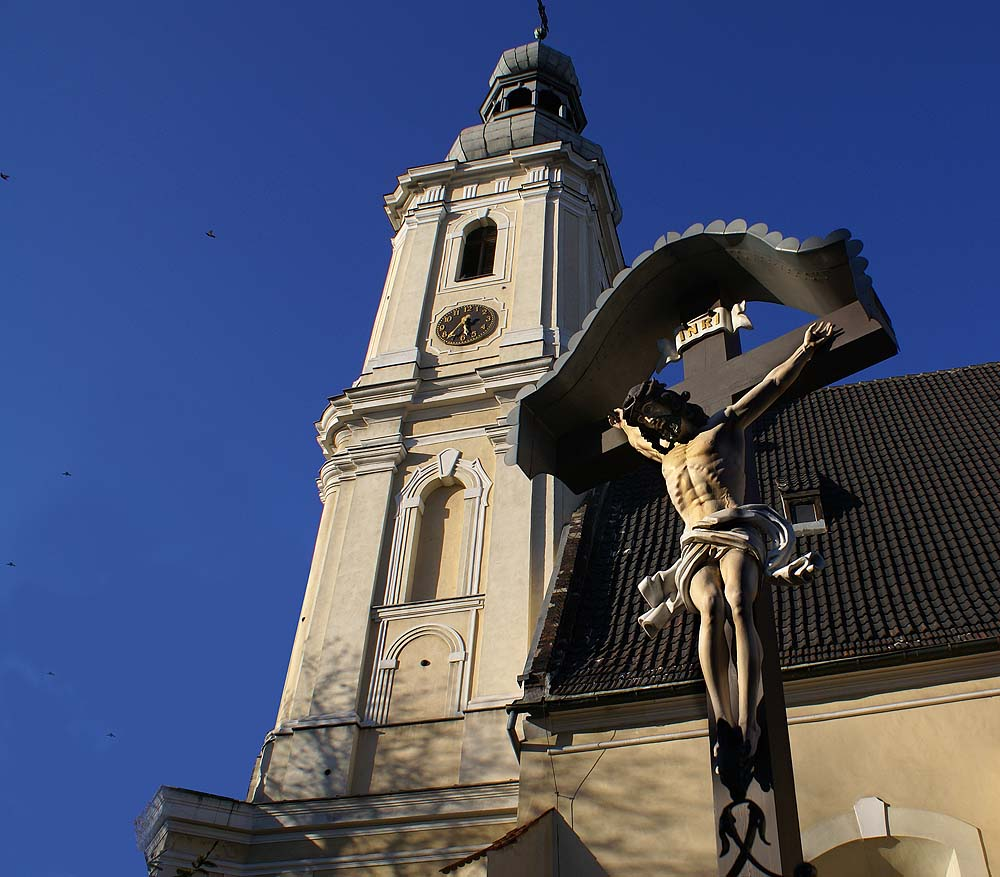
Barokowa wieża z 1723 r. i krzyż
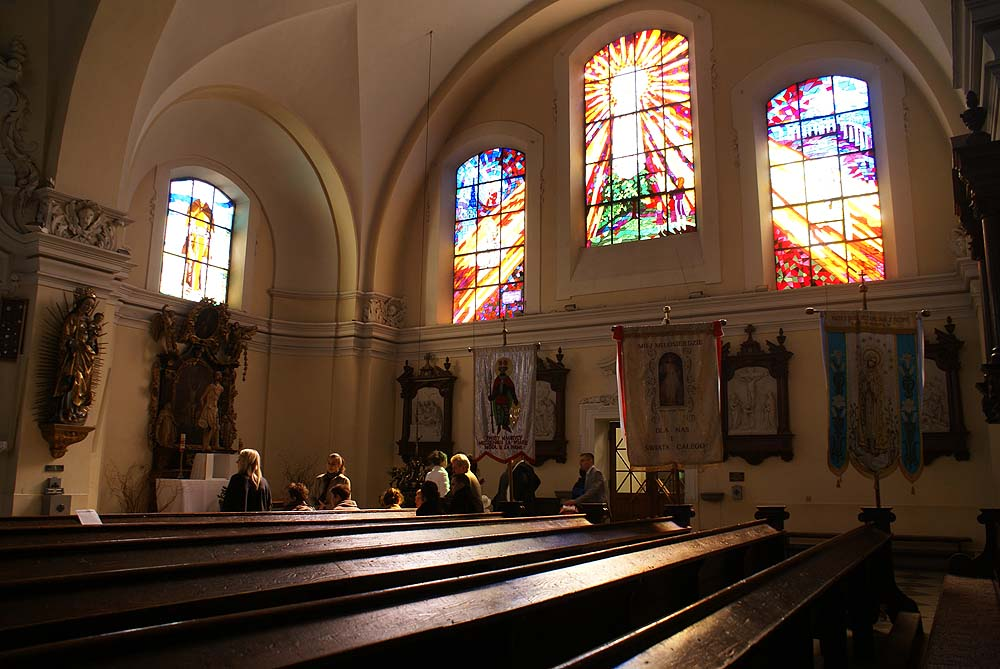
Nawa główna z witrażami
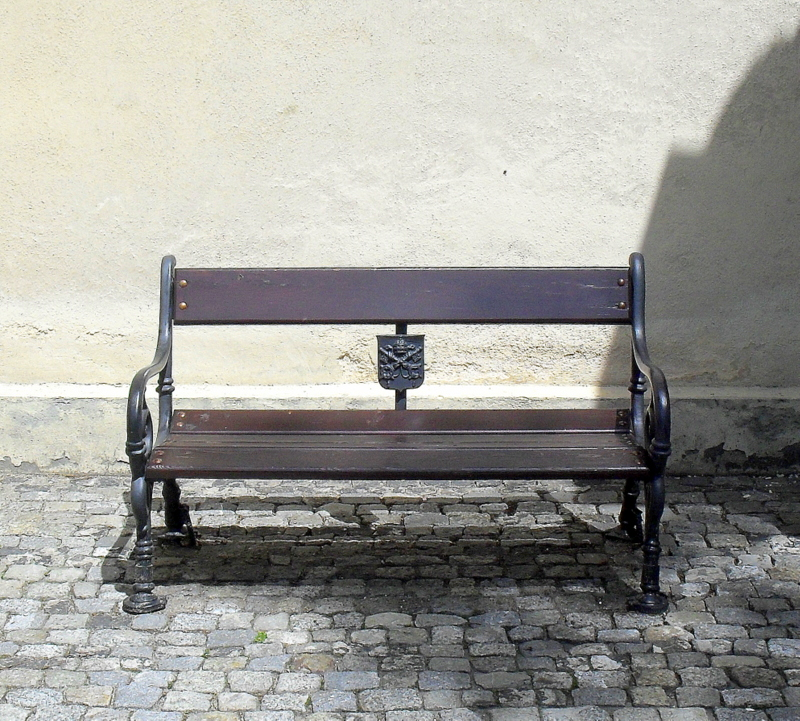
Ławeczka przed kościołem
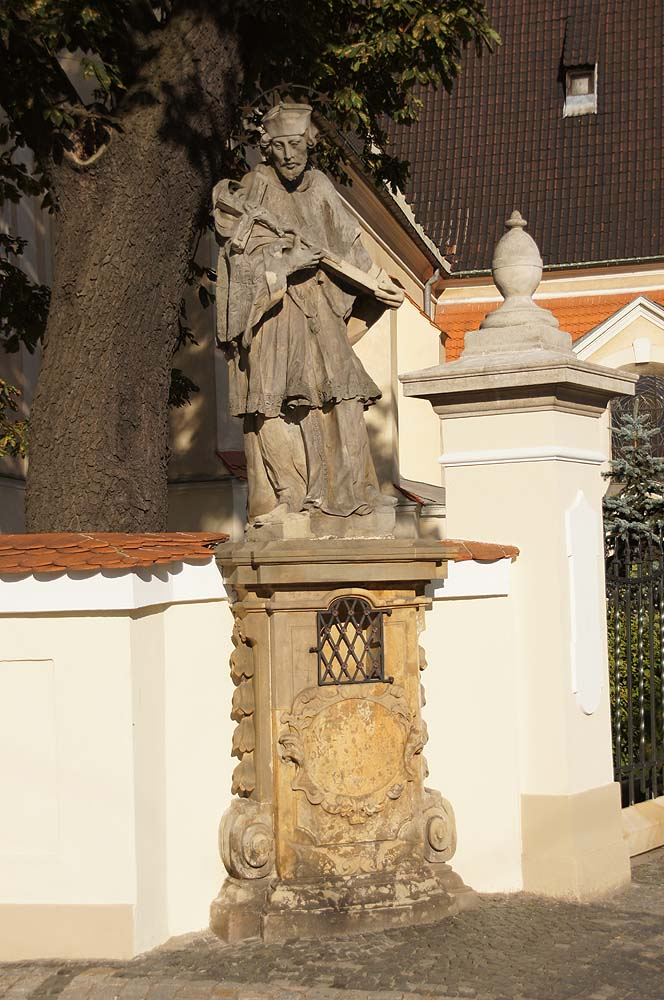
Rzeźba Jana Nepomucena z 1729 r.
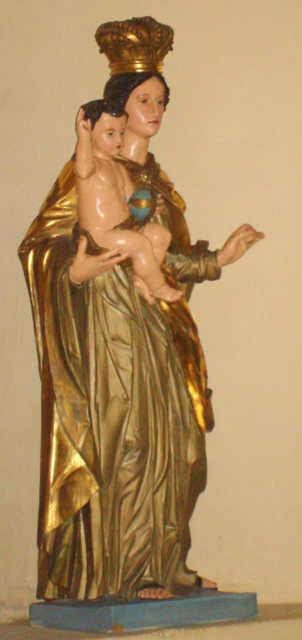
Statua Matki Boskiej z Dzieciątkiem z 1727 r. w kościele św. Maurycego